# Церковь Святого Иоанна (Филлинген)
Церковь Святого Иоанна (нем. Johanniterkirche или нем. Johanneskirche) — протестантская церковь в районе Филлинген баден-вюртембергского «двойного» города Филлинген-Швеннинген; здание самого старого протестантского храма города первоначально относилось к Мальтийскому ордену (Ионнитам) и было построено в XIV веке; перестроено в 1711 году в стиле барокко; является памятником архитектуры.

## История и описание
Здание церкви Святого Иоанна на улице Герберштрассе, 11 также известно как Йоханнескирхе; оно, вероятно, было построено в начале XIV века — часть каменной кладки данного периода сохранилась. В 1711 году церковь была существенно перестроена в стиле барокко: перестройка коснулась окон, сводов, нефа и крыши. В 1803 году здание церкви было секуляризировано и в первой половине XIX века служило тюрьмой. 11 апреля 1859 года протестантский приход приобрел храм и прилегающий к ней трехэтажный жилой дом; 20 мая 1860 состоялась торжественная церемония открытия здания как протестантской церкви. Впоследствии здание несколько раз перестраивалось и ремонтировалось, в том числе в период с 1980 по 1983 и в 2012 году.
В церкви был похоронен ряд высокопоставленных лиц региона, в том числе и комтур (глава округа в духовно-рыцарском ордене) Мальтийского ордена Вольфганг фон Массмюнстер (ум. 1536). В храме есть орган, построенный в 1829 году и восстановленный Георгом Хайнцем в 1980 г. Первоначально имевшийся алтарь был продан после секуляризации.